# Phil Klay
Œuvres principales
- Fin de mission (2014)

Phil Klay, né en 1983 à White Plains dans l'État de New York, est un écrivain américain.

## Biographie
Il grandit à dans le comté de Westchester de l'État de New York. Il fait ses études supérieures au Dartmouth College, une université privée du New Hampshire. Pendant l'été 2004, il est élève-officier à la Marine Corps Base de Quantico en Virginie. Il obtient son diplôme du Dartmouth College l'année suivante, puis joint immédiatement les rangs du United States Marine Corps, où il est sous-lieutenant.
De janvier 2007 à février 2008, il fait partie du contingent des troupes américaines en Irak, dans la province de Al-Anbar. Il quitte l'armée en 2009 et entreprend des études en création littéraire au Hunter College de l'Université de la Ville de New York, avant de se lancer dans l'écriture.
Il obtient le National Book Award en 2014 pour son premier recueil de nouvelles Fin de mission (Redeployment).
Il se décrit lui-même comme un écrivain catholique et reconnaît avoir été influencé par les œuvres de Colum McCann, tout comme par celles de Flannery O'Connor, François Mauriac, Graham Greene et Evelyn Waugh.

## Œuvre
- Fin de mission, Gallmeister, coll. « Americana », 2015 ((en) Redeployment[2], 2014), trad. François Happe, 308 p.  (ISBN 978-2-35178-083-1)[3],[4]
- Les Missionnaires, Gallmeister, 2022